# Physalis microcarpa
Physalis microcarpa är en potatisväxtart som beskrevs av Ignatz Urban och Ekman. Physalis microcarpa ingår i släktet lyktörter, och familjen potatisväxter. Inga underarter finns listade i Catalogue of Life.